# География Сербии

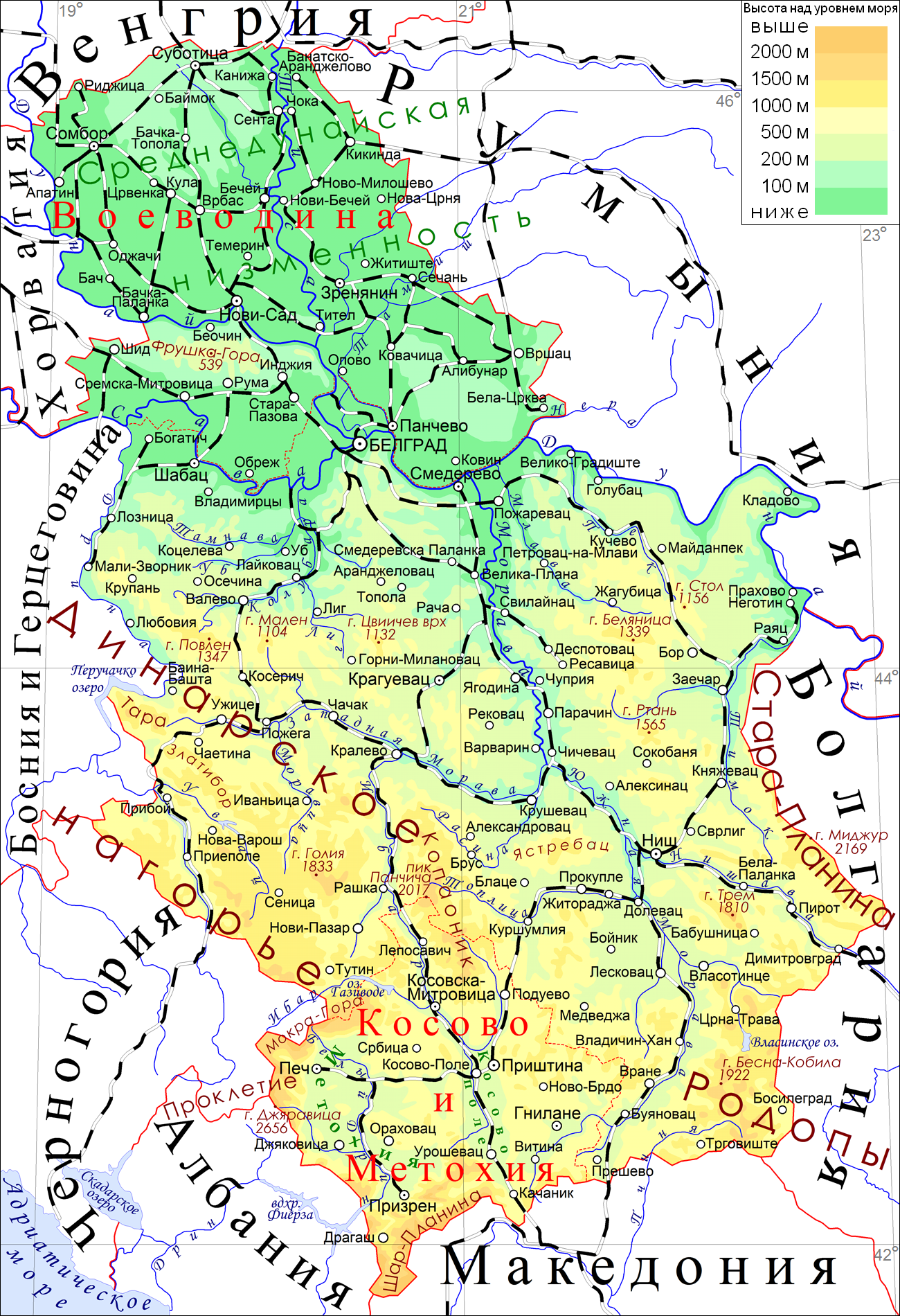
Физическая карта Сербии

Сербия  расположена на Балканах (Юго-Восточная Европа) Среднедунайской низменности (Средняя Европа). Сербия граничит с Румынией, Болгарией, Северной Македонией, Албанией, Черногорией, Боснией и Герцеговиной, Хорватией, Венгрией.

## Расположение и границы
80 % территории Сербии находится на Балканском полуострове, 20 % занимает Паннонская низменность. Протяжённость границ равняется 2 364,4 км: (с Румынией — 546,5 км, с Болгарией — 367,1 км, с Северной Македонией — 282,9 км, с Черногорией — 249,5 км, с Боснией и Герцеговиной — 370,9 км, с Хорватией — 261,7 км, с Венгрией — 174,4 км, с Албанией — 111,1 км. Общая протяжённость границ составляет 2364 километра, из которых 751 километр пролегает по рекам, а 43 километра — по озёрам. Выхода к морю страна не имеет. Расстояние от самой северной до самой южной точки Сербии напрямую составляет примерно 485 км, а с востока на запад — 250 км. 

### Крайние точки
- Северная: 46°11' с. ш., 19°40' в. д.[3]
- Южная: 41°53' с. ш., 20°36' в. д.[3]
- Восточная: 43°11' с. ш., 23°00’в. д.[3]
- Западная: 45°55' с. ш., 18°51’в. д.[3]

## Рельеф
Две трети территории страны занимают горы. В её юго-западной части расположены средневысотные складчатые хребты восточной части Динарского нагорья (Тара, Златибор, Чемерно, Голия) с холмистыми предгорьями. На юге находятся складчато-глыбовые массивы Сербского нагорья (Копаоник, Ястребац, Радан, Кукавица), а также котловины Косово-Поле и Метохия, южной границей которых служит хребет Шар-Планина. Вдоль границы с Албанией протягивается хребет Юничка-Планина. На востоке страны расположены Восточно-Сербские горы (Кучай, Сува-Планина, Краиште), являющиеся часть Карпато-Балканской горной дуги.
Север Сербии размещается в пределах южной периферии Среднедунайской равнины, которая сложена горизонтально залегающими песчано-глинистыми плиоцен-четвертичными отложениями, перекрытыми толщей аллювия в долинах рек и лёссов на водоразделах. Здесь рельеф осложнён островными глыбовыми возвышенностями (Фрушка-Гора, Вршацкие горы).
Высшая точка Сербии — гора Джяравица (2656 м) в горном массиве Проклетие. 31 горная вершина страны имеет высоту более 2000 м над уровнем моря.

## Полезные ископаемые
Сербия обладает значительными запасами полезных ископаемых. Среди них выделяются руды меди, свинца, цинка. Также известны месторождения молибдена, золота, серебра, железной руды, хрома, платиноидов, никеля, кобальта, вольфрама, сурьмы, селена, лития, бора, бокситов. В северной части страны находятся месторождения нефти и газа. Есть несколько крупных бассейнов бурого угля и лигнитов. Также присутствуют месторождения доломитов, магнезита, асбеста, графита, каменной соли, цементного сырья.

## Гидрология

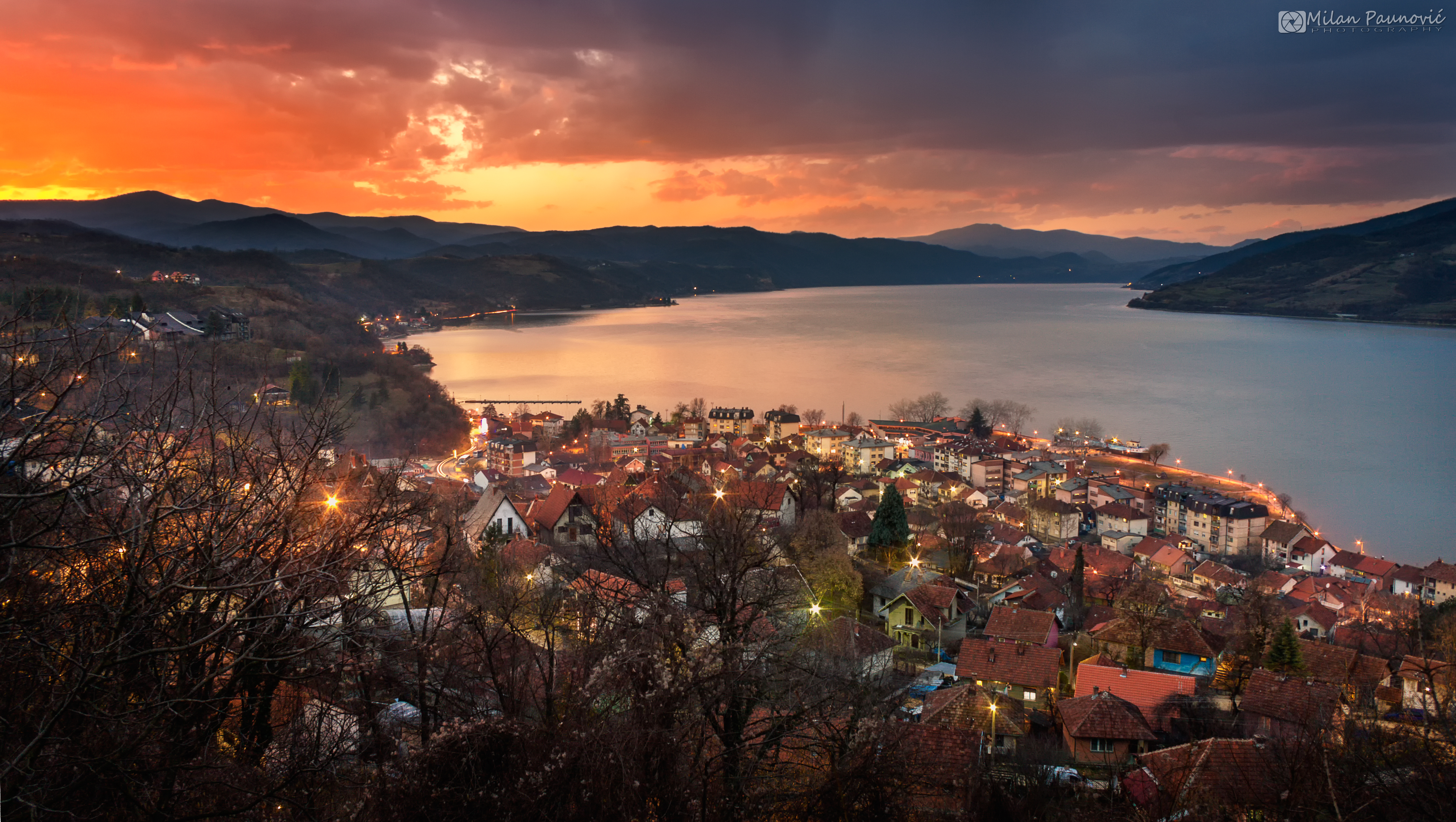
Дунай в Доньи-Милановаце

Реки Сербии относятся к бассейнам трех морей — Чёрного, Адриатического и Эгейского. Большая часть Сербии относится к бассейну впадающей в Черное море реки Дунай, протяжённость которой в Сербии составляет 588 километров. На равнине Дунай имеет меандрирующее русло шириной от 300 до 1200 м, глубиной от 2 до 19 м и спокойное течение. Там, где река пересекает Карпато-Балканскую горную систему, её русло сужается до 150 м, глубина увеличивается до 82 м, а скорость течения достигает 5 м/с. На равнине выше этого участка во время паводка уровень воды значительно повышается, и происходят большие разливы.

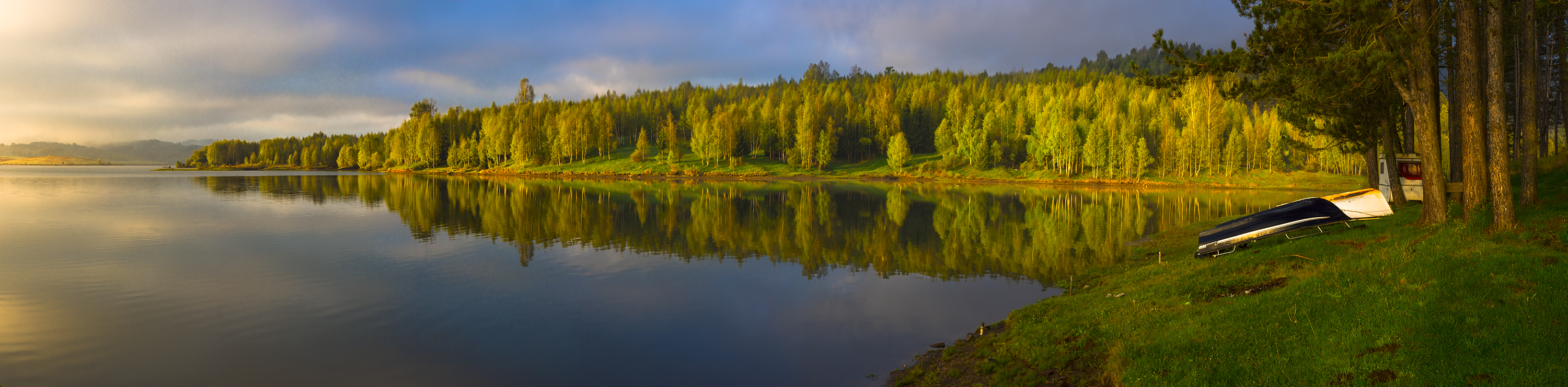
Власинское озеро

Помимо Дуная судоходными реками являются Сава (206 км), Тиса (168 км), Бегей (75 км), частично судоходные — Большая Морава (3 км из 185 км) и Тамиш (3 км из 101 км). Другие крупные реки в Сербии — Западная Морава (308 км), Южная Морава (295 км), Ибар (272 км), Дрина (220 км) и Тимок (202 км). Часть юга Сербии принадлежит бассейну рек Белый Дрин и Радика, которые впадают в Адриатическое море. Также расположенные на юге Сербии реки Пчинья, Лепенац и Драговиштица относятся к бассейну Эгейского моря.

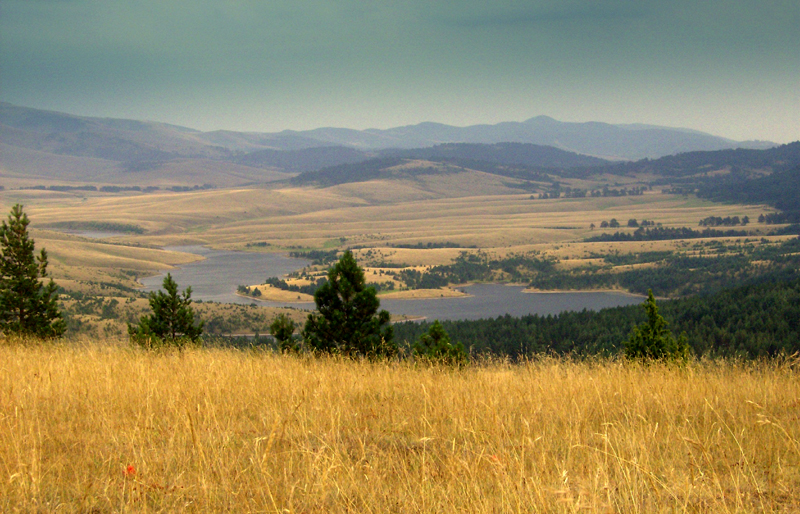
Рибничское озеро

В Сербии построен и ряд искусственных каналов, которые используются для защиты от наводнений, ирригации и т. д. Их общая протяжённость составляет 939,2 км, из которых 385,9 км используются для плавания судов тоннажем до 1000 тонн. Крупнейшей системой каналов является Дунай-Тиса-Дунай, которая включает в себя Большой Бачский канал и Малый Бачский канал.
Крупнейшим природным озером в Сербии является Палицкое озеро, площадь которого составляет 5,6 км². Наиболее крупное водохранилищем — Джердапское общей площадью 253 км², из них на территории Сербии — 163 км². Крупнейшим природным озером — Белое озеро площадью 5,4 км². Самый большой остров Сербии находится на Дунае близ Костолаца. В Сербии есть также и водопады, самым крупным является Еловарник, его высота составляет 71 метр, он находится в национальном парке Копаоник.

## Почвы
Сербия обладает разнообразным почвенным покровом. В Воеводине находятся крупные участки плодородных чернозёмных почв, малогумусных и выщелоченных в сочетании с лугово-чернозёмными солонцеватыми и зачастую засолёнными почвами. В горных районах развиты бурые лесные, горно-лесные бурые и горно-лесные перегнойно-карбонатные почвы. В межгорных котловинах Сербского нагорья и Восточно-Сербских гор характерны темноцветные слитозёмы со значительным естественным плодородием.

## Флора

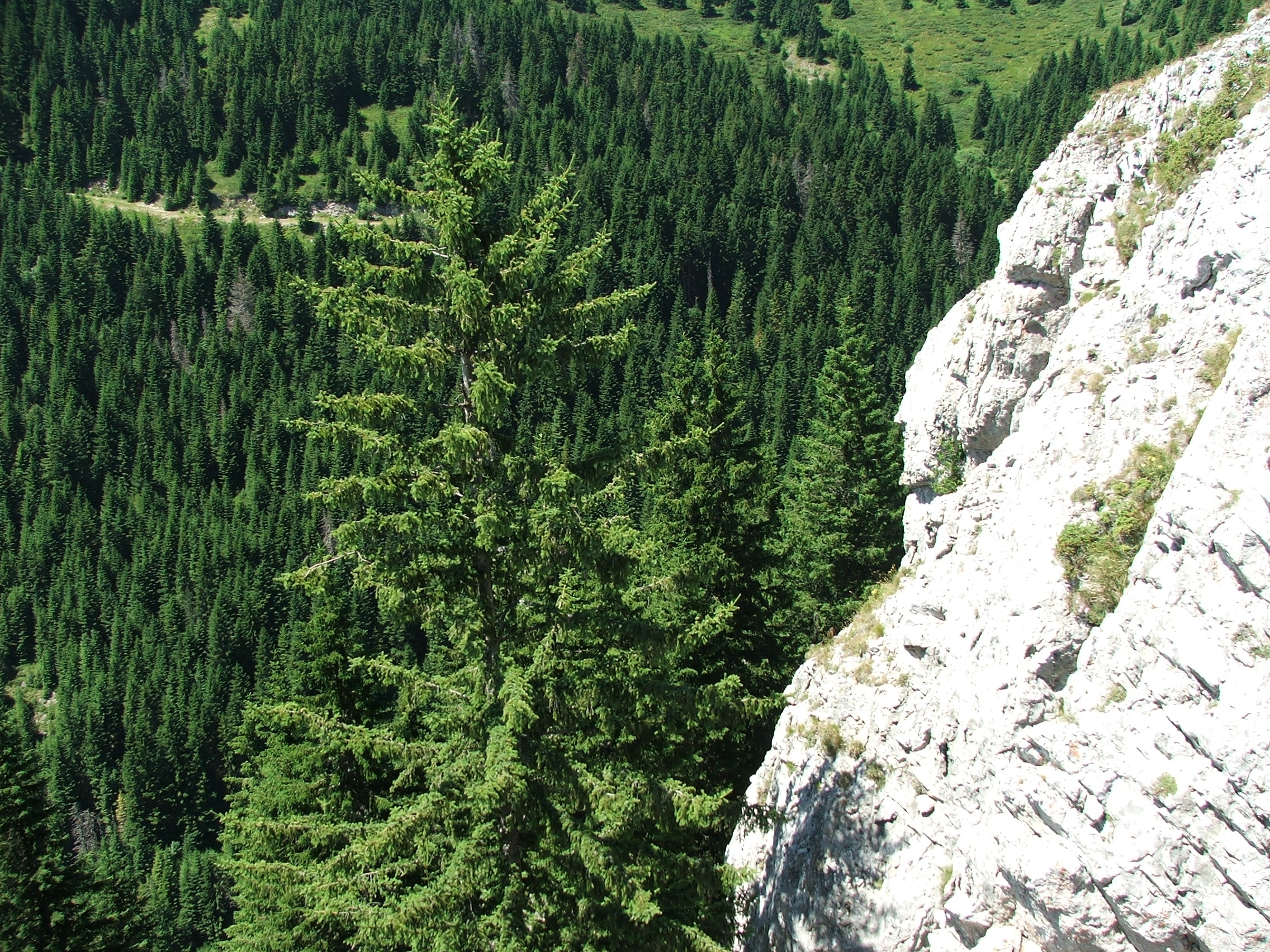
Лес в национальном парке «Копаоник»

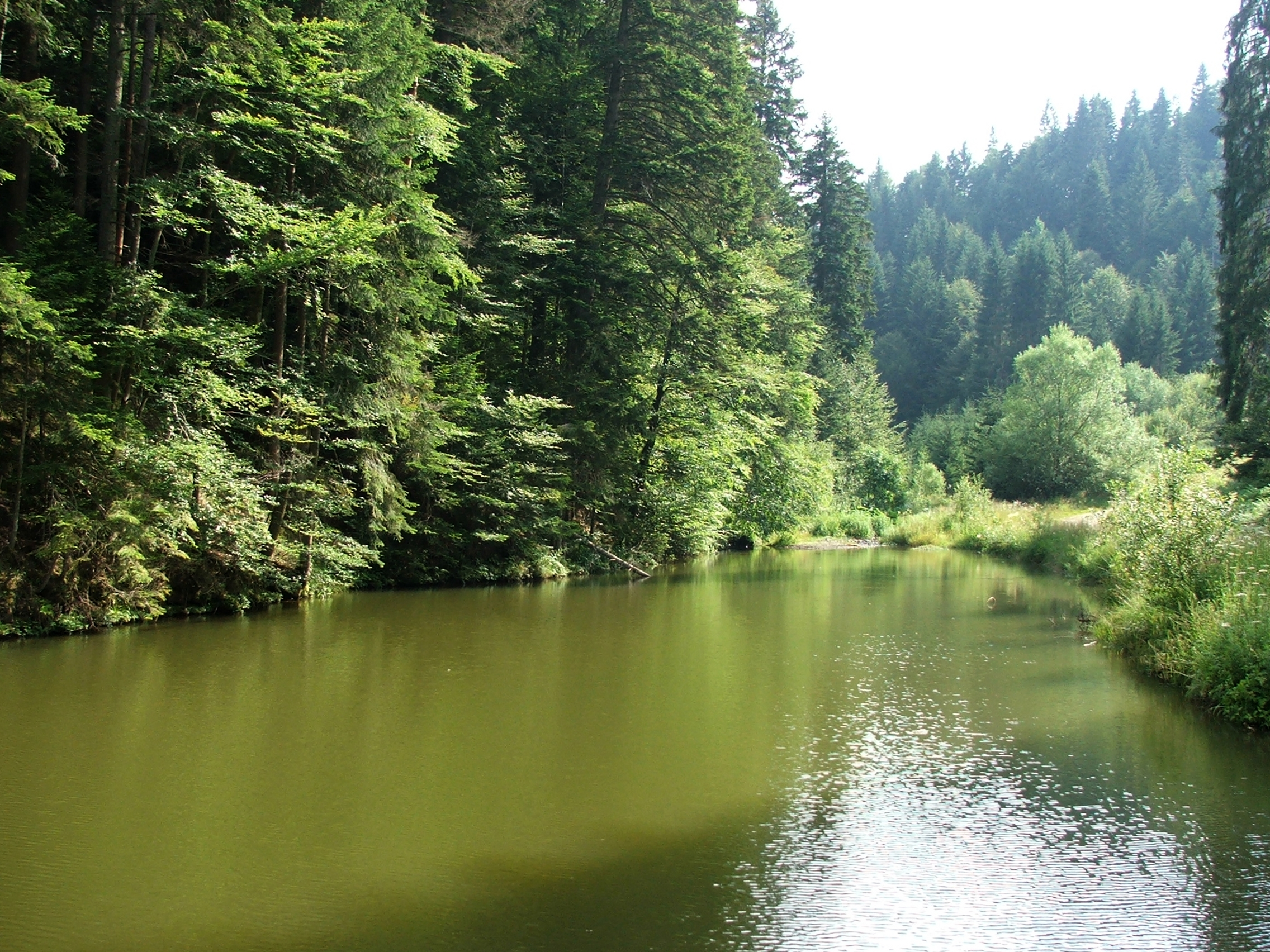
Лес на берегу озера Яревац

На территории Сербии имеются две зональные растительности или два биома. Первый — биом широколиственных и смешанных лесов умеренного пояса, к которому относится большая часть территории страны. Второй — тундровый биом (области выше верхней границы леса). В лесном биоме есть четыре экорегиона: смешанные балканские леса (занимают большую часть территории к югу от Савы и Дуная), смешанные паннонские леса (занимают Среднедунайскую низменность с прилегающими районами), смешанные динарские леса (небольшая область на юго-западе Сербии) и родопские горные смешанные леса (небольшая территория на юго-востоке Сербии). Нижний пояс гор занят дубравами, а верхний — буковыми лесами. Высокогорная травянистая растительность альпийских лугов и скал, а также субальпийские заросли сосны горной представлены в пределах тундрового биома. В дополнение к зональной растительности также присутствуют типчаковые и разнотравно-злаковые луговые степи и торфяные болота.
По данным инвентаризации лесного фонда, проведенной в 2009 году, 29,1 % территории Сербии был занят лесами. Их общая площадь составляет 2 252 400 гектаров. Из них 53 % управляются государством, 47 % принадлежат частным собственникам. На одного жителя приходится 0,3 гектара леса.
В лесном фонде страны преобладают лиственные породы, их доля составляет 81%. Среди них наиболее распространены дуб и бук. Доля хвойных пород — 19%. Из хвойных чаще всего встречаются ель, пихта, сосна обыкновенная и черная сосна.

## Фауна
В Сербии обитает 51% видов европейской рыбной фауны, 40% видов европейских рептилий и амфибий, 74 % видов европейской фауны птиц, 67% видов европейской фауны млекопитающих. Среди млекопитающих — олени, косули, кабаны, зайцы, волки, выдры, барсуки, дикие козы и др. Среди птиц — аисты, орлы, орланы, дикие утки, гуси, перепела, фазаны, тетерева, куропатки, горлицы, вальдшнепы и др. В водоемах страны водится форель, окунь, карп, сом, сазан, щука и др. Также в Сербии обитает 17 видов змей, из них восемь являются ядовитыми
В Сербии взяты под охрану 50 видов млекопитающих, 307 видов птиц, 36 видов пресмыкающихся и земноводных, 30 видов рыб.

## Климат
Сербия находится на Балканском полуострове, окружённом тёплыми морями — Адриатическим, Эгейским и Чёрным. Другим важным фактором, определяющим сербский климат, является рельеф. В Сербии преобладает континентальный климат на севере, умеренно континентальный — на юге и горный климат — в горах. Зимы в Сербии короткие, холодные и снежные, лето — тёплое. Самый холодный месяц — январь, наиболее тёплый — июль. Средняя температура — 10,9 °C. Среднегодовое количество осадков — 896 мм. Дожди чаще всего выпадают в июне и мае.

### Ветра
Наиболее сильными ветрами являются:
- Кошава (холодный и сухой ветер на севере страны).
- Северац (холодный и сухой северный ветер).
- Моравац (холодный и сухой северный ветер, дующий в долине реки Моравы).
- Южный ветер (тёплый и сухой южный ветер, дующий в долине реки Моравы).
- Юго-западный ветер (тёплый и влажный, дует со стороны Адриатики преимущественно на Западе Сербии).

## Охраняемые природные территории
Защита окружающей среды в Сербии имеет давние традиции. Ещё в XIV веке царь Душан запретил чрезмерную вырубку лесов. В Сербии расположено пять национальных парков, самый старый из которых парк Фрушка-Гора, основанный в 1960 году, а самый крупный — Джердап. Все они входят в Европейскую федерацию национальных парков — EUROPARC. Согласно сербскому законодательству, национальным парком считается район с множеством разнообразных природных экосистем национального значения, выдающимися ландшафтными особенностями и культурным наследием, где человек живет в гармонии с природой. Целью создания национального парка является сохранение существующих природных ценностей и ресурсов, общего ландшафта, геологического и биологического разнообразия, удовлетворение научных, образовательных, духовных и эстетических, культурных, туристических, оздоровительных и рекреационных нужд, а также проведение других мероприятий в соответствии с принципами охраны природы и устойчивого развития.
Всего в стране насчитывается пять национальных парков.
| Название                      | Дата основания | Площадь (га) | Община                                                                                  | Иллюстрация | Пр.           |
| ----------------------------- | -------------- | ------------ | --------------------------------------------------------------------------------------- | ----------- | ------------- |
| Джердап серб. Ђердап          | 1974           | 63 000       | Голубац, Кладово, Майданпек                                                             |             | [ 16 ] [ 17 ] |
| Копаоник серб. Копаоник       | 1981           | 19 985       | Рашка, Брус                                                                             |             | [ 18 ] [ 17 ] |
| Тара серб. Тара               | 1981           | 19 200       | Баина-Башта                                                                             |             | [ 19 ] [ 17 ] |
| Фрушка-Гора серб. Фрушка гора | 1960           | 25 393       | Бачка-Паланка, Беочин, Инджия, Ириг, Нови-Сад, Сремски-Карловци, Сремска-Митровица, Шид |             | [ 20 ] [ 17 ] |
| Шар-Планина серб. Шар-планина | 1993           | 39 000       | Качаник, Сува-Река, Призрен, Штрпце                                                     |             | [ 21 ] [ 17 ] |